# Legenda o nožu v hrbet
Legenda o nožu v hrbet (nemško Dolchstoßlegende) je bilo stališče desničarskih krogov v Nemčiji po letu 1918, da nemška vojska ni izgubila prve svetovne vojne na bojišču, temveč so jo izdali domači civilisti, zlasti republikanci, ki so v t. i. novembrski revoluciji strmoglavili monarhijo. Zagovorniki so javno obtoževali vodje države, ki so 11. novembra 1918 podpisali premirje, da so »novembrski kriminalci« (Novemberverbrecher).
Ko je leta 1933 prišla na oblast Nacionalsocialistična nemška delavska stranka, so Nacisti uporabili to legendo v uradni interpretaciji zgodovine v 1920. letih in prikazali Weimarsko republiko kot delo »novembrskih kriminalcev«, ki da so zarinili vojski nož v hrbet in izdali narod, da bi prišli na oblast. Nacistična propaganda je to obdobje slikala kot močvirje korupcije, degeneracije, ponižanja naroda in neusmiljenega preganjanja poštene »narodne opozicije«–štirinajst let vladavine Judov, marksistov in »kulturnih Boljševikov«, ki jih je končno počistilo nacionalsocialistično gibanje pod vodstvom Adolfa Hitlerja oz. zmaga »narodne revolucije« leta 1933.
Konsenz stroke je, da razlaga nima podlage v zgodovinskih dejstvih, saj je bila denimo nemška vojska do konca leta 1918 že povsem izčrpana in so jo sile Antante že skoraj uničile.